# زندگی معصومانه: فصل برداشت نوین
زندگی معصومانه: فصل برداشت نوین (به انگلیسی: Innocent Life: A Futuristic Harvest Moon) و (به ژاپنی: イノセントライフ -新牧場物語- Innocent Life: Shin Bokujou Monogatari) یک بازی ویدئویی در سبک شبیه‌سازی مزرعه است که توسط شرکت آرتی پیازا و ناتسومه طراحی و ساخته شده است. این بازی که در مجموعه بازی‌های فصل برداشت قرار دارد، برای نخستین بار در ۲۷ آوریل ۲۰۰۶ در ژاپن منتشر شد. این نسخه از بازی که برای کنسول پلی‌استیشن همراه انتشار یافت، نخستین نسخه از بازی بود که بعدها و در ۱۵ مه ۲۰۰۷ در ایالات متحده نیز عرضه شد. بازی در ۲۹ مارس ۲۰۰۷ برای کنسول پلی‌استیشن ۲ نیز منتشر شد. این نسخه که در ژاپن منتشر شد، یک‌سال بعد و در ۱۲ فوریه ۲۰۰۸ برای مناطق حوزه آمریکای شمالی نیز عرضه گشت.
این بازی، یک نسخه فرعی از سری بازی‌های فصل برداشت محسوب می‌گردد.

## داستان
در جزیره هارت‌فلِیم (جزیره‌ای به شکل قلب با یک آتشفشان)، دانشمندی به نام دکتر هوپ گرین یک پسر اندروید (بازیکن که به‌طور پیش‌فرض «لایف» نام دارد) خلق کرده تا به عنوان دامدار در جزیره خدمت کند. پس از آشنایی با دکتر هوپ و دختری به نام مارشا، بازیکن به ویرانه‌های ایستر نقل مکان می‌کند تا زندگی جدیدش را به عنوان دامدار آغاز کند. او همچنین از برنامه‌های شرکت بانکس کورپوریشن برای جلوگیری از فوران آتشفشان که جزیره را نابود خواهد کرد مطلع می‌شود، اما این طرح به سرعت با شکست مواجه می‌شود.
در جلسه‌ای بین دکتر هوپ و شهردار، بازیکن و مارشا از راز origins بازیکن آگاه می‌شوند. دکتر هوپ و خدمتکارش ویتا هدف از آفرینش او را توضیح می‌دهند. بازیکن به تدریج می‌فهمد که این جزیره تحت حفاظت سه الهه است: روح جنگل، روح آب و روح آتش. دو نژاد باستانی به نام مردم ایستر و مردم آتشفشان در گذشته با یکدیگر جنگیده‌اند و مردم ایستر با فریب دادن روح جنگل، نشان روح آب را دزدیدند تا قدرت خود را افزایش دهند. خدایان با خشم از این عمل، تمام منابع را از سرزمینشان قطع کردند و روح آب، روح جنگل را به عنوان مجازات زندانی کرد. در نهایت مردم ایستر منقرض شدند و بازماندگان از جزیره فرار کردند.
با فهمیدن اینکه روح آتش عامل فوران آتشفشان است و تنها روح آب می‌تواند آن را متوقف کند، بازیکن نجات جزیره را هدف خود قرار می‌دهد (عدم موفقیت به موقع منجر به نابودی جزیره می‌شود). پس از یافتن نشان روح آب، بازیکن با زنی جادوگر ملاقات می‌کند که نشان روح جنگل را به او می‌دهد. او سپس با دو پری طبیعت که شکل‌های تقسیم شده روح جنگل هستند آشنا می‌شود، اما پری سوم تنها در یک رویداد بسیار خاص ظاهر می‌شود.
با بیمار شدن دکتر هوپ، پری طبیعت سوم ظاهر می‌شود. پس از بازگرداندن نشان روح جنگل به پری‌ها، آن‌ها با هم ادغام می‌شوند و روح جنگل را تشکیل می‌دهند که راه را به سمت برج نزدیک دریاچه پری دریایی باز می‌کند. با کمک جادوگر، بازیکن نشان روح آب را به برج بازمی‌گرداند. روح آب که از کمک بازیکن سپاسگزار است، به او توصیه می‌کند که نشان روح آتش را روی جام یخی در محراب یخ قرار دهد تا آن را آرام کند. پس از یافتن نشان روح آتش، بازیکن به محراب یخ می‌رود و با قرار دادن نشان، روح آتش فراخوانده می‌شود. روح آب خشم او را آرام می‌کند و از نابودی جزیره جلوگیری می‌شود.
در شهر، شهردار از بازیکن برای نجات شهر تشکر می‌کند. بازیکن به ملاقات دکتر هوپ می‌رود که او نیز قبل از مرگ از بازیکن تشکر می‌کند. مرگ دکتر هوپ باعث می‌شود بازیکن اشکی بریزد، نشانه‌ای از اینکه تا حدی انسان شده است.
در صحنه پس از تیتراژ، مارکو، مدیرعامل بانکس کورپوریشن، در حین تفکر دربارهٔ علت شکست طرح‌هایش، ناگهان ایده جدیدی به ذهنش می‌رسد.

## توسعه
این بازی با معرفی یک سبک هنری جدید، از طراحی سنتی سری قبلی بازی‌های فصل برداشت فاصله گرفته است. برخلاف نسخه‌های پیشین که بر کشاورزی و زندگی روستایی تمرکز داشتند، این قسمت بیشتر بر حل یک داستان اصلی شبیه به بازی‌های نقش‌آفرینی کلاسیک (RPG) متمرکز است.
یکی از مهم‌ترین تغییرات این نسخه، حذف سیستم ازدواج بود که از ویژگی‌های محبوب سری به‌شمار می‌رفت. این تصمیم، این بازی را در کنار تعداد معدودی از نسخه‌های قدیمی مانند فصل برداشت جی‌بی، فصل برداشت ۲ جی‌بی‌سی و فصل برداشت: نجات سرزمین مادری قرار می‌دهد که این قابلیت را نداشتند. مکانیک‌های بازی در این نسخه بعدها در سری ران فکتوری توسعه یافتند. آن بازی‌ها نیز ترکیبی از مزرعه‌داری و نبردهای نقش‌آفرینی اکشن بودند و نشان دادند که این سبک گیم‌پلی می‌تواند موفق باشد.
این بازی در زمان انتشار خود یک آزمایش جسورانه محسوب می‌شد. اگرچه برخی از طرفداران قدیمی را ناامید کرد، اما راه را برای تنوع بیشتر در آینده سری باز کرد. ایده‌های معرفی شده در این نسخه، بعدها در بازی‌های دیگری مانند ران فکتوری به بلوغ رسیدند و نشان دادند که تغییر در فرمول ثابت یک سری می‌تواند نتایج جالبی داشته باشد.